# Hualpén (kommun)
Comuna de Hualpén är en kommun i Chile.   Den ligger i provinsen Provincia de Concepción och regionen Región del Biobío, i den södra delen av landet, 400 km sydväst om huvudstaden Santiago de Chile.
Runt Comuna de Hualpén är det i huvudsak tätbebyggt. Runt Comuna de Hualpén är det tätbefolkat, med 982 invånare per kvadratkilometer.